# NÖVOG P1–P4
Die Panoramawagen NÖVOG P1 bis P4 sind Reisezugwagen der Niederösterreichischen Verkehrsorganisationsgesellschaft (NÖVOG). Sie wurden von 2013 bis 2014 von Stadler Rail für die Mariazellerbahn gebaut. Sie verkehren als Ergänzung mit der Triebwagenreihe NÖVOG ET1–ET9.

## Nutzung und Ausstattung

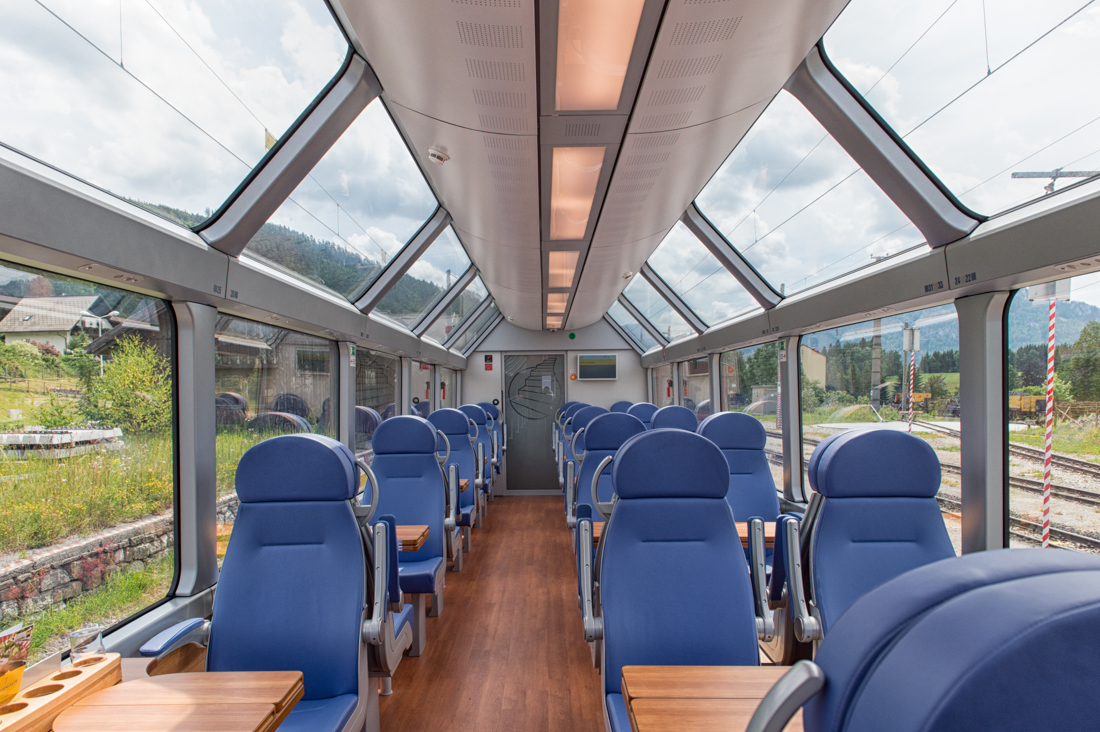
Innenansicht des Panoramawagens

Die Wagen wurden zwischen Dezember 2013 und April 2014 an die NÖVOG geliefert. Sie bieten unter anderem Vollklimatisierung, klappbare Armlehnen, große Beinfreiheit und ein modernes Fahrgastinformationssystem. Die Wagen P1 bis P3 haben 36 Sitzplätze, während der Wagen P4 nur 33 Sitzplätze aufweist, dafür aber mit einem Cateringabteil inklusive Küche ausgestattet ist.
Die Panoramawagen fahren seit dem 28. Juni 2014 an Samstagen sowie Sonn- und Feiertagen auf der Mariazellerbahn.
Die Fahrzeuge werden in den Wagenhallen im Bahnhof Laubenbachmühle instand gehalten.